# Heldentenor
Als Heldentenor bezeichnet man eine Art der Tenorstimme. Heldentenöre haben eine „schwerere“, tragfähigere Stimme als beispielsweise ein lyrischer Tenor, sie singen im dramatischen Stimmfach. Volumen und Durchschlagskraft der Heldentenor-Stimme stehen für ihre Qualität im Vordergrund. In der Regel müssen sie sehr groß besetzte und aufwändig instrumentierte Orchester übertönen können.
Mit Held ist nicht etwa eine besonders heroische Rolle gemeint, sondern die Titel- und Hauptrolle des Protagonisten, womit allerdings meist auch mythische, „heldische“ Figuren wie Othello, Siegfried oder Tristan gemeint sind. Im Gegensatz zur Primadonna, der „ersten Sängerin“, ist die traditionelle italienische Bezeichnung Primo uomo (Erster Sänger) heute so gut wie ausgestorben. Das Wort Heldentenor hat für deutschsprachige Opern eine derartige Bedeutung, dass es unter anderem in die englische, französische, russische und polnische Sprache aufgenommen wurde.
Als einer der ersten Heldentenöre im heutigen Sinn gilt Josef Tichatschek, der bei den jeweiligen Uraufführungen die Titelrollen von Wagners Rienzi und Tannhäuser sang. Dabei notierte Wagner auch seine späteren Heldentenor-Partien wie Siegfried und Siegmund niemals über dem hohen A, forderte von ihnen also gerade keine besonders spektakulären Spitzentöne.  Der Gesangsexperte Julius Hey hielt 1884 den Heldentenor noch für ein besonders reifes Stadium eines „tiefen“, nahe der Bariton-Stimmlage singenden Tenors. Tatsächlich begannen nicht wenige Heldentenöre ihre Karrieren als Baritone. So war der berühmte Heldentenor Lauritz Melchior zunächst in nicht weniger als fünfzehn Bassbariton-Rollen besetzt.
Die Stimmart gliedert sich in mehrere Unterformen wie den Tenore Robusto, der in der großen romantischen Oper (Wagner, auch Verdi) und Richard Strauss die kräftezehrenden, hochdramatischen Titelpartien singt, oder den Tenore di Forza, dessen Partien zwar grundsätzlich lyrisch angelegt sind, aber in den Höhepunkten ihrer Arien eine strahlende, „ausbrechende“ Stimme erfordern. Partnerin des Heldentenors ist in der Regel ein dramatischer Sopran.

## Stimmfach Heldentenor
Heldentenor ist außerdem eine Bezeichnung für ein Stimmfach, in dem die betreffenden Opern- und Oratorienpartien zusammengefasst sind.
Beispiele für Partien des Heldentenors sind:
- Hector Berlioz, Les Troyens: Énée (Aeneas)
- Benjamin Britten, Peter Grimes: Titelrolle
- Giuseppe Verdi, Otello: Titelrolle
- Richard Wagner, Tannhäuser: Titelrolle
- Richard Wagner, Der Ring des Nibelungen: Siegmund und Siegfried
- Richard Wagner, Tristan und Isolde: Tristan

Bekannte Heldentenöre sind oder waren: Bernd Aldenhoff, Hans Beirer, Gerd Brenneis, Helge Brilioth, Jean Cox, Hermin Esser‚ Walter Geisler, Reiner Goldberg, Stephen Gould, Ben Heppner, Peter Hofmann, Hans Hopf, Siegfried Jerusalem, Manfred Jung, James King, Klaus König, René Kollo, Sándor Kónya, Ernst Kozub, Max Lorenz, Lauritz Melchior, Mario del Monaco (der allerdings außer dem Otello v. a. Spinto-Partien sang), Thomas Moser, Wolfgang Neumann, Joachim Sattler, Herbert Schachtschneider, Andreas Schager, August Seider, Peter Seiffert, Heikki Siukola, Leo Slezak, Robert Dean Smith, Ludwig Suthaus, Set Svanholm, Jess Thomas, Günther Treptow, Fritz Uhl, Jacques Urlus, Jon Vickers, Ramón Vinay, Franz Völker, Spas Wenkoff, Wolfgang Windgassen, Ralf Willershäuser, Erich Witte.

## Stimmfach Jugendlicher Heldentenor
Der Jugendliche Heldentenor und insbesondere seine italienische Ausprägung, der tenore lirico spinto, werden allgemein als gesondertes Stimmfach angesehen, nämlich als Übergangsfach zwischen lyrischem Tenor und dramatischem, also Heldentenor. Viele Heldentenöre singen in einem frühen Stadium ihrer Karriere die Partien des jugendlichen Heldentenors, die andererseits auch häufig von ansonsten eher lyrischen Tenören gesungen werden.